# Observatori Europeu Austral
L'Observatori Europeu Austral, en anglès European Southern Observatory, o ESO, és una organització astronòmica internacional, formada per deu estats de la Unió Europea més Suïssa. Creada el 1962, és famosa per haver construït i per operar alguns dels telescopis més grans i més avançats del món, com el NTT (New Technology Telescope), pioner en la tecnologia de l'òptica activa, i més recentment el VLT (Very Large Telescope), un instrument múltiple de 8 metres de diàmetre.
Els seus estats membres són Bèlgica, Dinamarca, Finlàndia, França, Alemanya, Itàlia, els Països Baixos, Portugal, Suècia, Suïssa i el Regne Unit. Xile n'és estat convidat, ja que allotja la majoria dels seus instruments, mentre que Àustria està en negociacions per adherir-s'hi.

## Instal·lacions
La majoria de les instal·lacions d'observació es troben a Xile, mentre que la direcció i el quarter general es troben a Garching, a prop de Múnic, Alemanya. L'ESO opera tres grans observatoris situats al desert d'Atacama de Xile:
- Observatori de La Silla
- Observatori de Cerro Paranal, on està situat el Very Large Telescope
- Observatori Llano de Chajnantor, que acollirà el telescopi submil·limètric i s'opera en col·laboració amb organitzacions dels Estats Units, Canadà i Xile. Aquest emplaçament també acollirà l'Atacama Large Millimeter Array que s'està construint amb col·laboració dels Estats Units, el Canadà i el Japó.

Un dels projectes més ambiciosos de l'ESO és l'Overwhelmingly Large Telescope (OWL, literalment «telescopi aclaparadorament gran», les seves sigles, a més signifiquen «mussol»). Si finalment es construeix serà el telescopi òptic més gran del món.

### Instruments a La Silla
Dels divuit telescopis de l'Observatori de La Silla, tres pertanyen a l'ESO
- Telescopi de 2,2 m: És un telescopi prestat per l'Institut Max Planck. La seva instrumentació disposa d'un espectroscopi i d'una càmera CCD de camp ampli, capaç de captar imatges de grans parts del cel en una sola exposició.
- Telescopi de 3,6 m: Telescopi convencional amb montura de forquilla, utilitzat bàsicament per a espectroscopia en l'infraroig.
- New Technology Telescope (NTT): Tot i que és de la mateixa grandària que el telescopi de 3,6 m, la seva òptica activa li proporciona una resolució molt superior. També disposa de sistemes de control tèrmic per millorar les condicions d'observació en el mateix telescopi i a la cúpula on està situat.[4]

### Instruments a Cerro Paranal
L'instrument principal és el Very Large Telescope (VLT), format per quatre telescopis de 8,2 metres quasi idèntics. Els quatre telescopis poden treballar conjuntament i combinar la llum captada per cada un, formant l'interferòmetre anomenat Very Large Telescope Interferometer (VLTI). Posteriorment s'han afegit al VLTI quatre telescopis auxiliars d'1,8 m per poder utilitzar-lo quan els telescopis principals s'utilitzen per a altres estudis. L'observatori també allotja el VLT Survey Telescope de 2,5 m i el VISTA de 4 m.

### Instruments a Llano de Chajnantor
- Cosmic Background Imager (CBI)
- Atacama Pathfinder Experiment (APEX)
- Atacama Large Millimeter Array (ALMA)